# Corinna brunneipeltula
Corinna brunneipeltula is een spinnensoort uit de familie van de loopspinnen (Corinnidae).
De wetenschappelijke naam van de soort werd in 1911 gepubliceerd door Embrik Strand.